# Radio France Publicité
 (décembre 2017).
Radio France Publicité (stylisé « radiofrance Publicité»), est une régie publicitaire française. Propriété du groupe public Radio France.
Elle commercialise la publicité et le parrainage sur les radios et l'offre numérique du groupe audiovisuel public ainsi que sur d'autres radios, sites web et applications mobiles.
Radio France Publicité rassemble 14,5 millions d’auditeurs chaque jour sur les radios de France Inter, France Info, France Bleu, France Culture, France Musique, Mouv et FIP, pour une part d’audience radio de 25,8 %, et une audience globale sur internet de 9,8 millions de Visiteurs Uniques mensuels.
Radio France Publicité propose à la commercialisation une offre de podcasts parmi les  48,3 millions de podcasts téléchargés par mois[réf. nécessaire].

## Histoire

La Maison de Radio France

La société nationale de radiodiffusion Radio France naît le 1er janvier 1975, date effective d’application de la loi no 74-696 du 7 août 1974, qui supprime l’Office de radiodiffusion télévision française (ORTF) et crée sept organismes autonomes : Radio France, TF1, A2 et FR3, la SFP, TDF et l’INA. Cependant, le monopole d’État est maintenu et chacune des sociétés est placée sous la tutelle du Premier ministre. Cette nouvelle Société nationale de radiodiffusion est chargée par la réforme de gérer et développer les chaînes de radio publiques de l'ex-Office, à l'exception des centres régionaux et ultra-marins de radio qui sont confiés à la société nationale de programme FR3. Son activité commence réellement le 6 janvier 1975 
-
Le 6 octobre 2015, le Tribunal de commerce de Paris avait jugé Radio France coupable de concurrence déloyale envers les radios privées. Le 15 janvier 2016, la justice reproche au groupe public d'avoir diffusé de nouveaux messages publicitaires de marque sur les antennes de France Bleu, en contravention avec son cahier des missions et des charges et au mépris du précédent jugement.
La régie de France Télévisions et la régie de Radio France Publicité renforcent leur alliance sur le marché publicitaire[réf. nécessaire].
Les deux régies annoncent un renforcement de leur partenariat, via des offres communes, la régie de France Télévisions sera dans la capacité de commercialiser les espaces vidéo sur le digital des marques France Inter, France Info et France Bleu à partir du 17 juin 2017.

### Siège
Le siège de Radio France Publicité est la maison de la Radio, située 116 avenue du Président-Kennedy dans le 16e arrondissement de Paris.

## Identité visuelle

Logo de Radio France Publicité de septembre 2005 au 6 avril 2017
Logo de Radio France Publicité du 7 avril 2017